# Klubi Sportiv Shkumbini
Il Klubi Sportiv Shkumbini, noto come KS Shkumbini, è una società calcistica con sede a Peqin, in Albania. Fondato nel 1924, attualmente il club milita nella Kategoria e Parë, la terza serie del campionato albanese.

## Cronistoria
- 1924 - Fondato come KS Shkumbini Peqin
- 1951 - Rinominato Puna Peqin
- 1958 - Rinominato ancora
- 1995 - Prima partecipazione alla Kategoria e Parë

## Palmarès

### Competizioni nazionali
- Kategoria e Dytë: 1

1978-1979

### Altri piazzamenti
- Coppa d'Albania:

Semifinalista: 1999-2000, 2006-2007, 2008-2009, 2009-2010
- Kategoria e Parë:

Secondo posto: 1992-1993

## Organico

### Rosa 2013-2014
| N. |                    | Ruolo | Calciatore               |
| -- | ------------------ | ----- | ------------------------ |
| 1  | Albania (bandiera) | P     | Ramazan Demrozi          |
| 2  | Albania (bandiera) | D     | Alfred Salliu            |
| 3  | Albania (bandiera) | D     | Besmir Kollçaku          |
| 4  | Albania (bandiera) | C     | Elton Balliu             |
| 5  | Albania (bandiera) | D     | Daniel Ramazani          |
| 6  | Albania (bandiera) | D     | Fadil Meta               |
| 7  | Albania (bandiera) | D     | Lorenc Pashja (capitano) |
| 8  | Albania (bandiera) | C     | Endrien Magani           |
| 9  | Albania (bandiera) | A     | Erjon Mustafaj           |
| 10 | Albania (bandiera) | C     | Amarildo Lundraxhiu      |
| 11 | Albania (bandiera) | A     | Roland Dervishi          |
| 12 | Albania (bandiera) | P     | Selami Ajazi             |
| 13 | Albania (bandiera) | D     | Jurgen Vogli             |
| 14 | Albania (bandiera) | C     | Emilian Lluça            |
| 15 | Albania (bandiera) | D     | Klemend Xhyra            |

| N. |                    | Ruolo | Calciatore        |
| -- | ------------------ | ----- | ----------------- |
| 16 | Albania (bandiera) | C     | Albano Isaj       |
| 17 | Albania (bandiera) | C     | Ganiel Liçka      |
| 18 | Albania (bandiera) | C     | Jurgen Nexha      |
| 19 | Albania (bandiera) | C     | Arvist Gjata      |
| 20 | Albania (bandiera) | C     | Aldo Braniça      |
| 21 | Albania (bandiera) | C     | Ardit Bushi       |
| 22 | Albania (bandiera) | C     | Endri Karaj       |
| 23 | Albania (bandiera) | C     | Orgest Gava       |
| 25 | Albania (bandiera) | C     | Isidor Sekseni    |
| 27 | Albania (bandiera) | A     | Klejdis Braniça   |
| 30 | Albania (bandiera) | P     | Sokol Deliu       |
|    | Albania (bandiera) | P     | Glejdi Dehima     |
|    | Albania (bandiera) | P     | Jurgen Rrushi     |
|    | Albania (bandiera) | A     | Ervis Kafazi      |
|    | Albania (bandiera) | A     | Kleandro Asllanaj |

### Staff tecnico
- Allenatore:  Artan Bano
- Vice-Allenatore: Arianit Ballhysa
- Team Manager: Astrit isai
- Preparatore dei portieri: Arianit Ballhysa
- Preparatore atletico: Adrian kruja, Sami Lluca, Lenci Çollaku
- Medico sociale: Gani Spahia